# حديقة الأقواس الوطنية

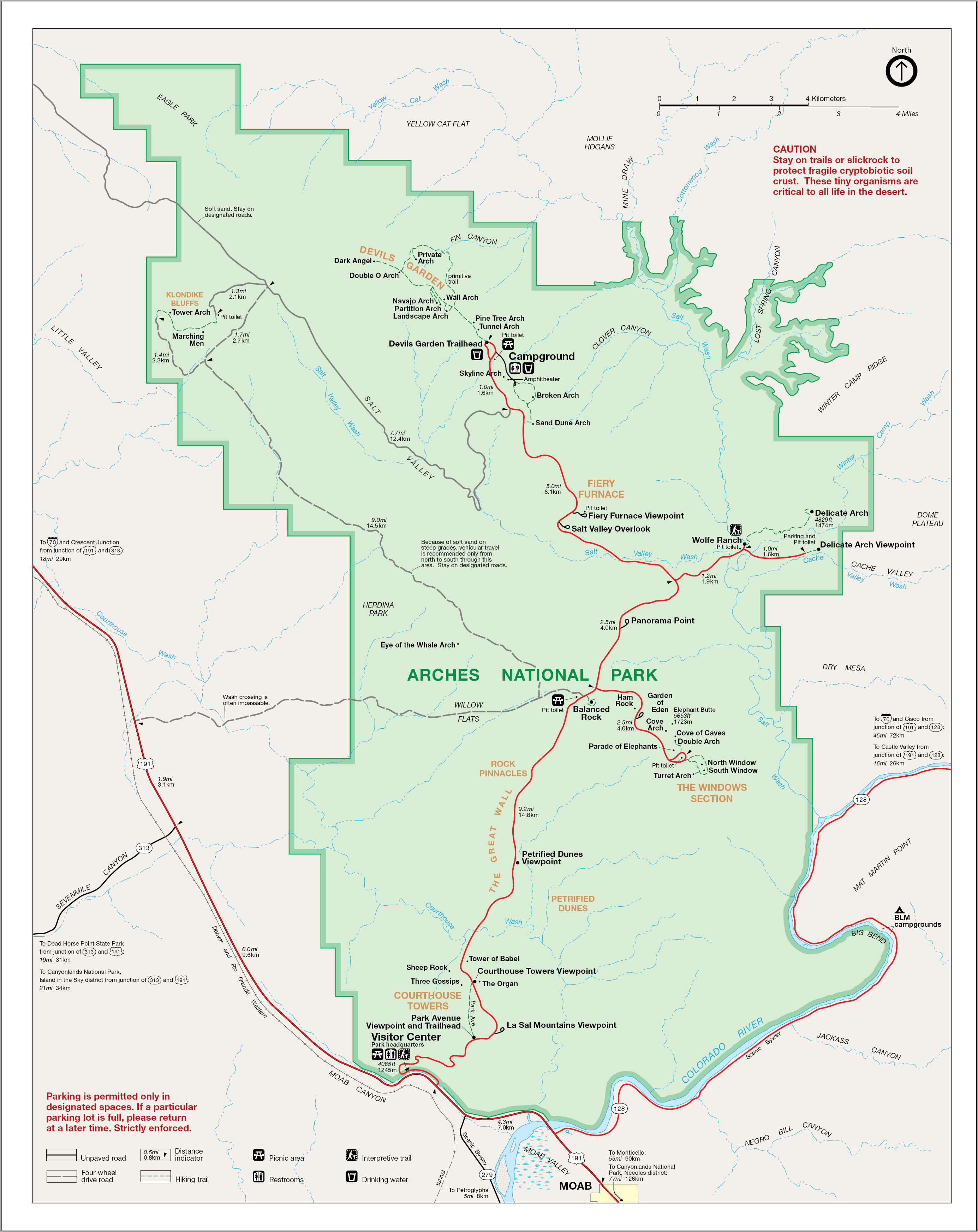
خريطة توضح حديقة الأقواس باللون الأخضر

حديقة الأقواس الوطنية أو حديقة أرش الوطنية (Arches National Park) هو منتزه وطني يقع في يوتا، الولايات المتحدة. يتميز بالأقواس الطبيعية (حوالي 2000). مساحته 310 كيلومتر مربع. نقطة الارتفاع الأقصى هي 1723 متر والأصغر ارتفاعا تصل إلى حوالي 1245 متر. متوسط التساقطات المطرية يصل إلى 250 مم سنويا. في سنة 2003 بلغ عدد زواره 750.000.
تأسست لحماية أكثر من ألفي جسر طبيعي من ضمنها قوس ديليكت الأكثر شهرة في العالم. تبلغ مساحة الحديقة 76,679 آكر.
صُنفت الحديقة مع بداية تأسيسها عام 1929 على أنها نصبَ تذكاري, و صُنفت كحديقة في نوفمبر 1971.

## معرض الصور

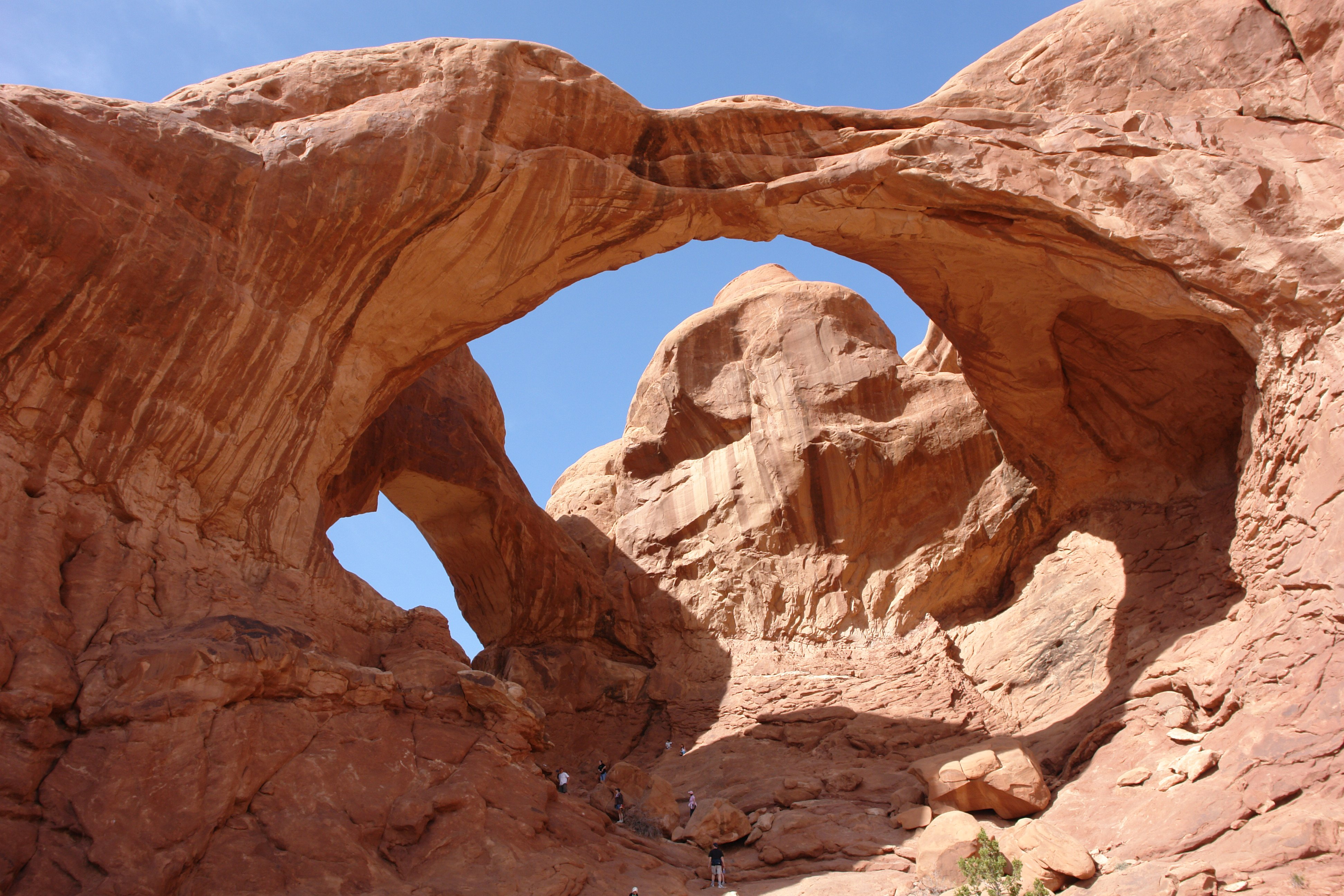
القوس المزدوج
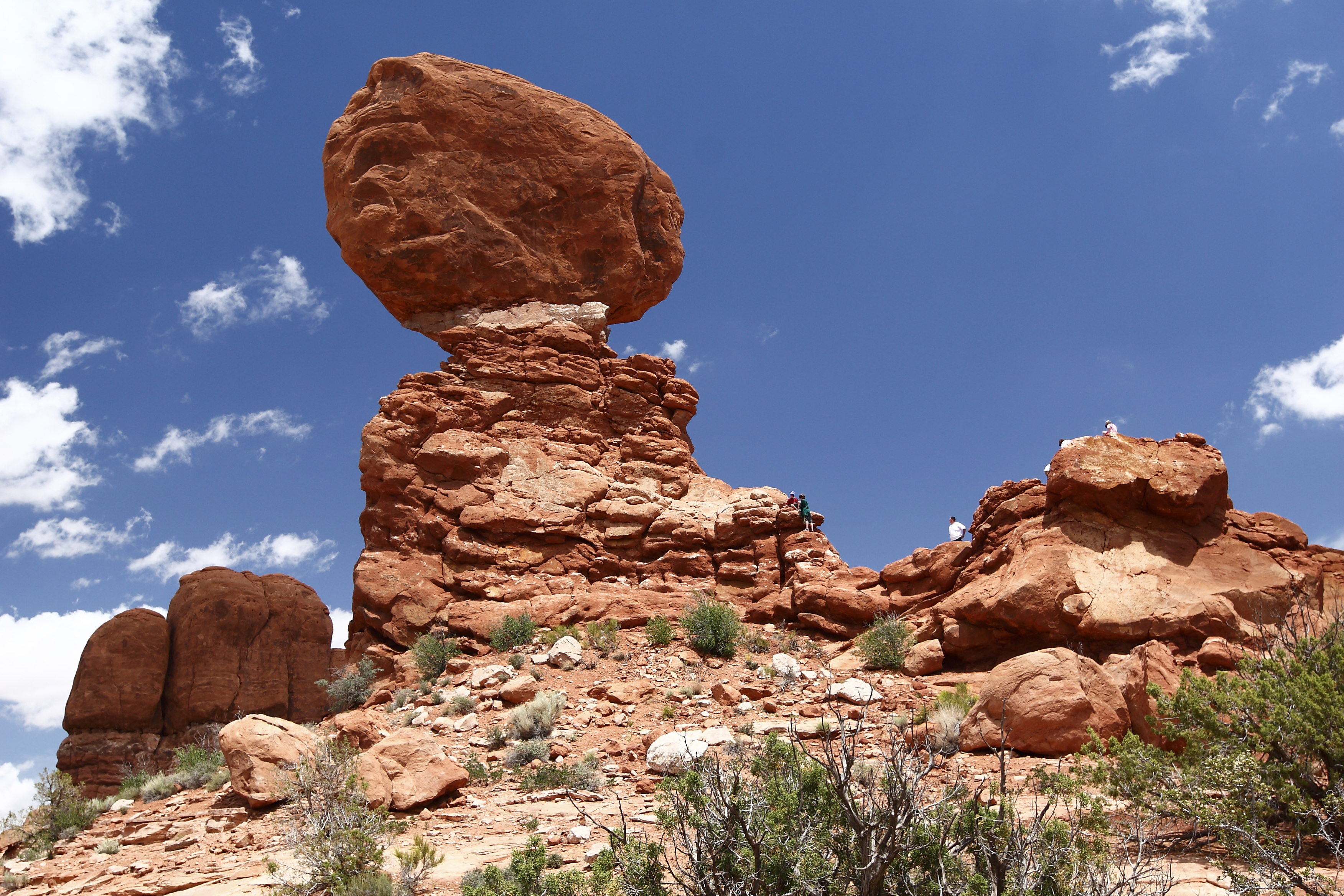
صخور متوازنة
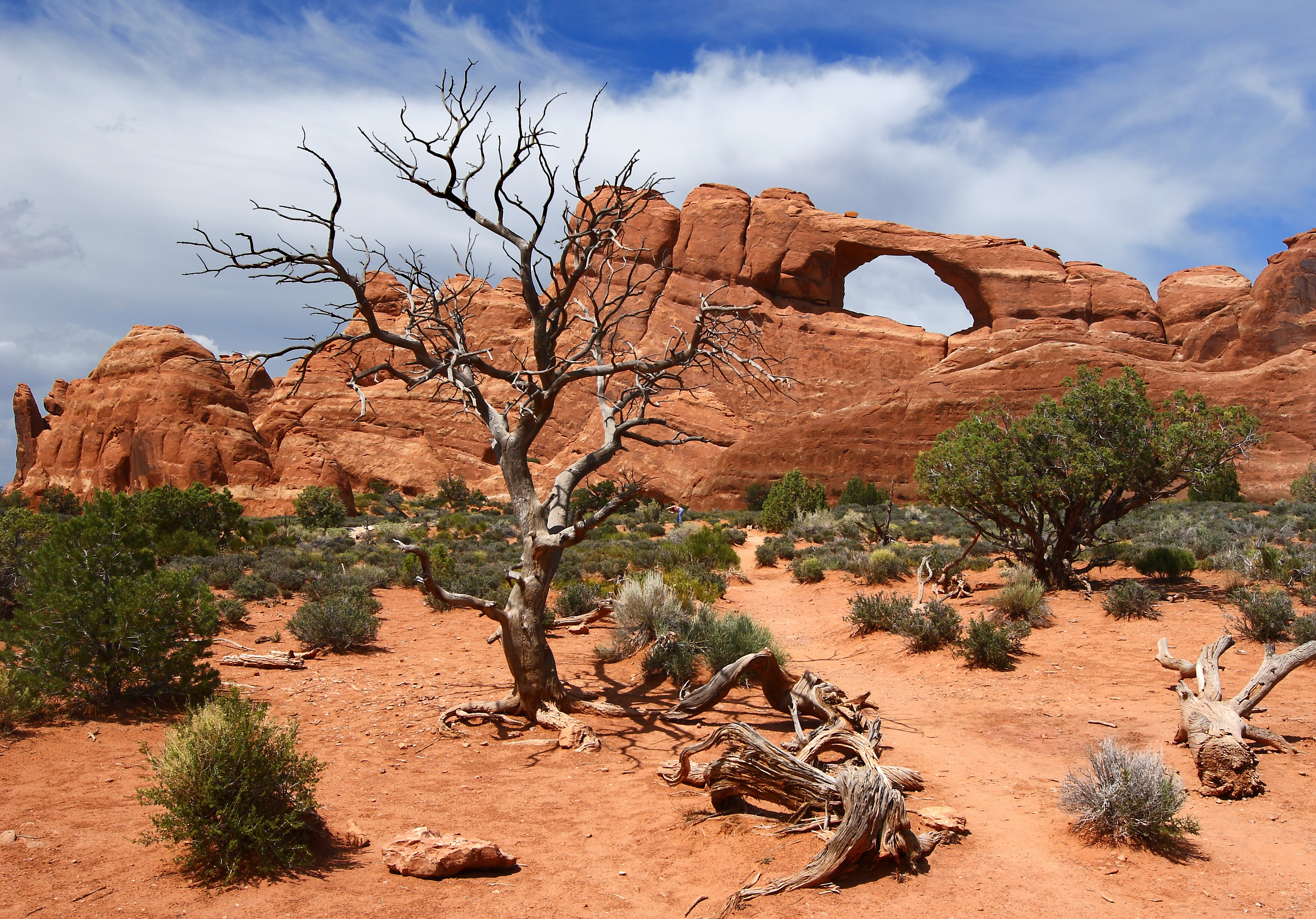
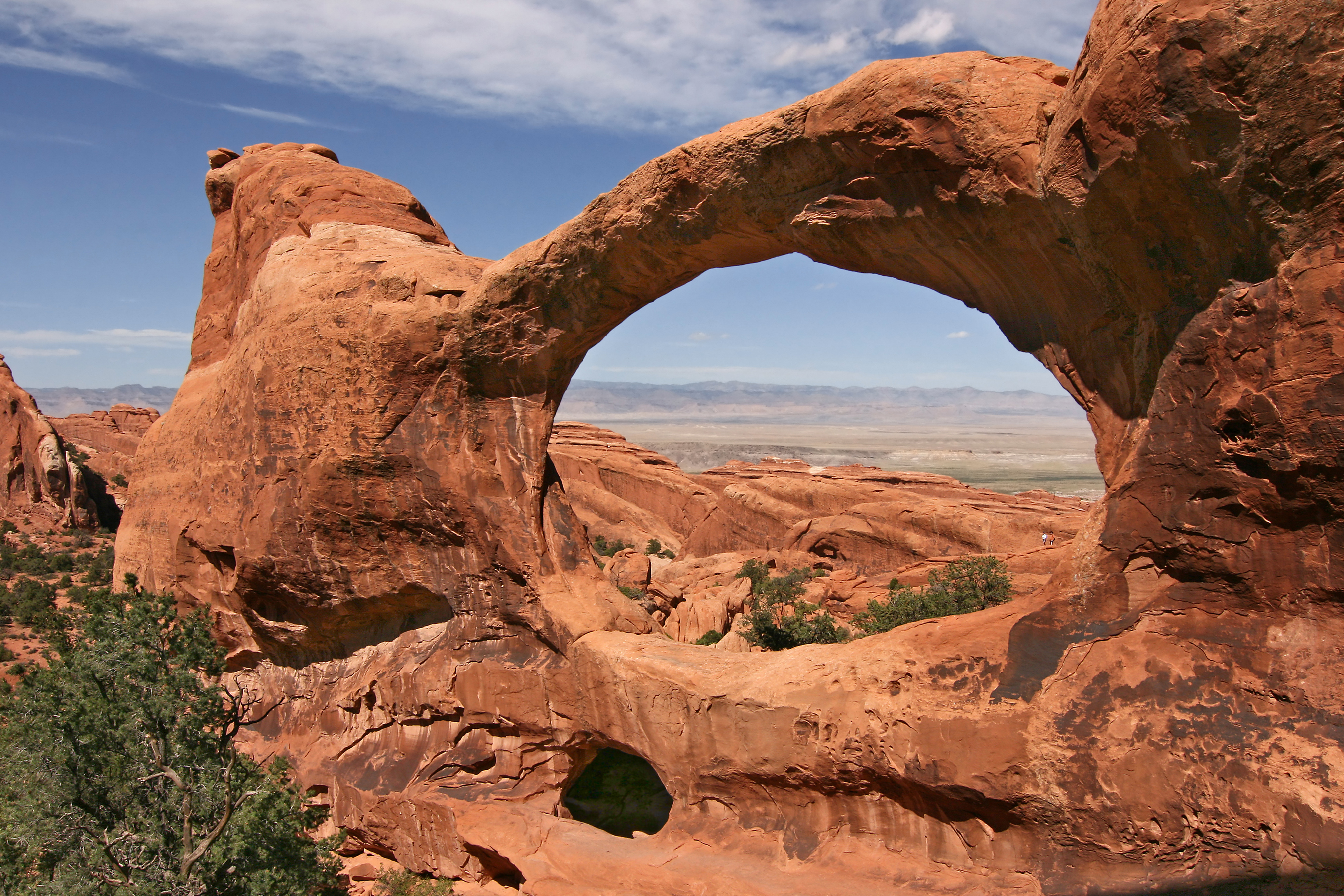
قوس مزدوج
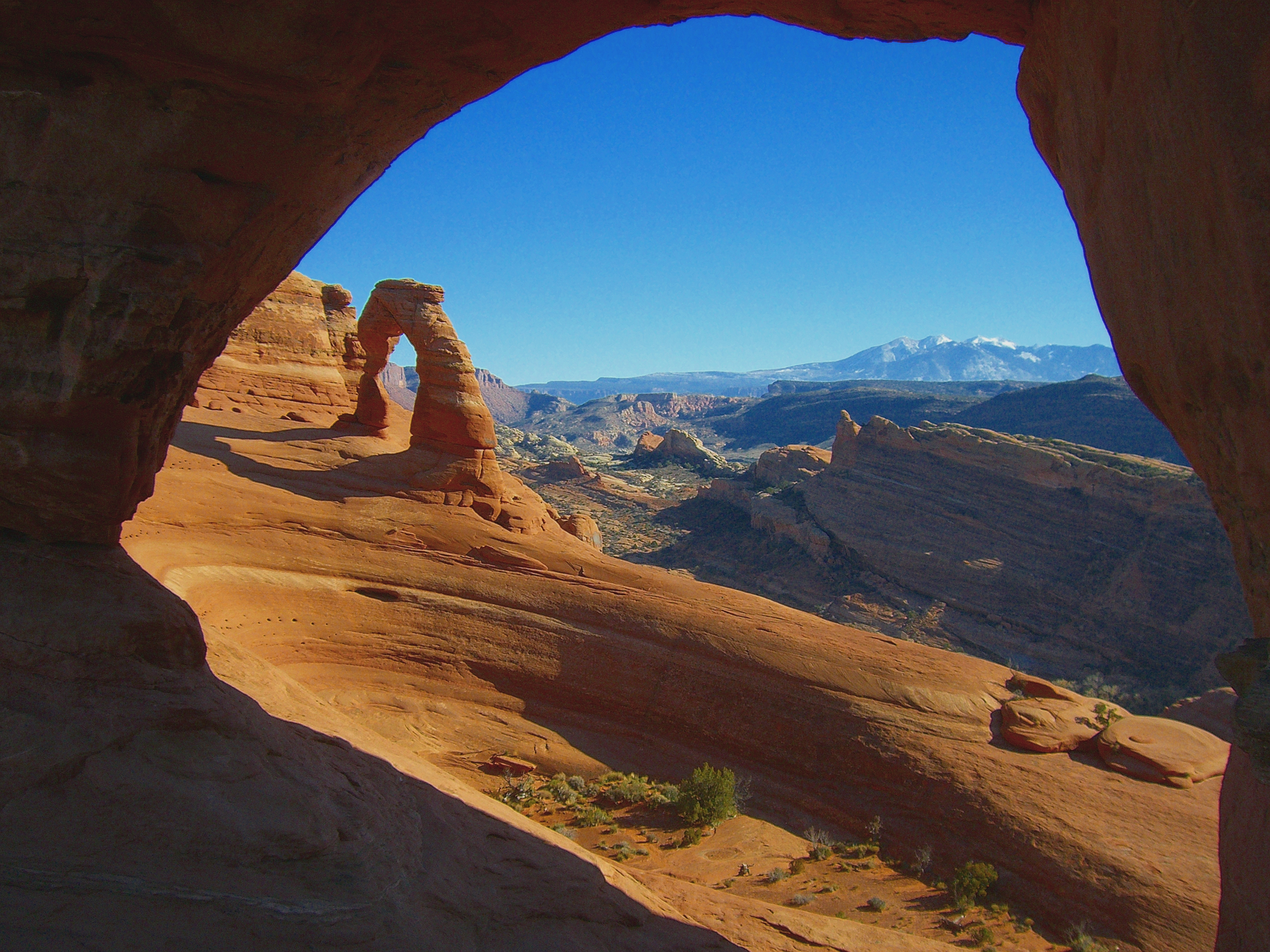
قوس ديليكت
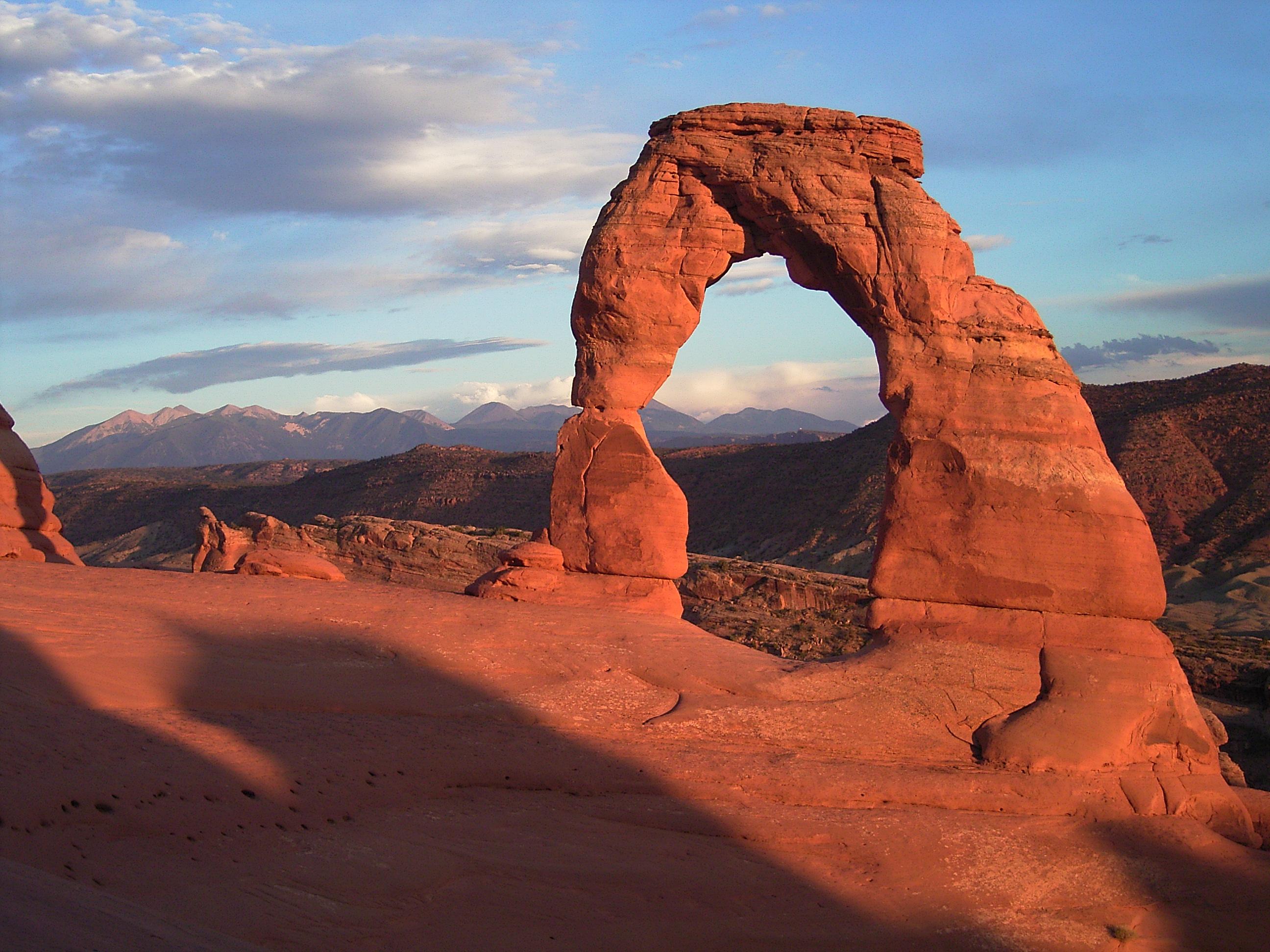
قوس ديليكت
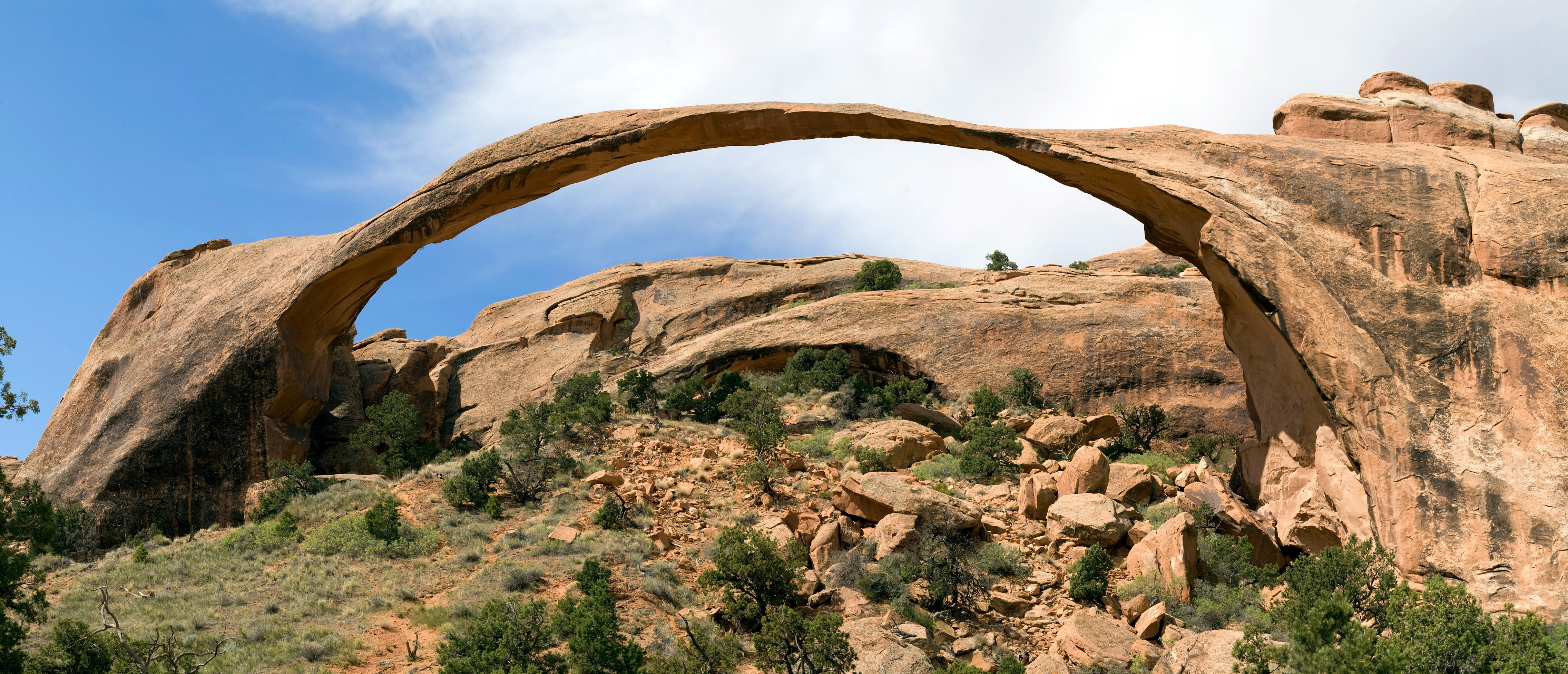
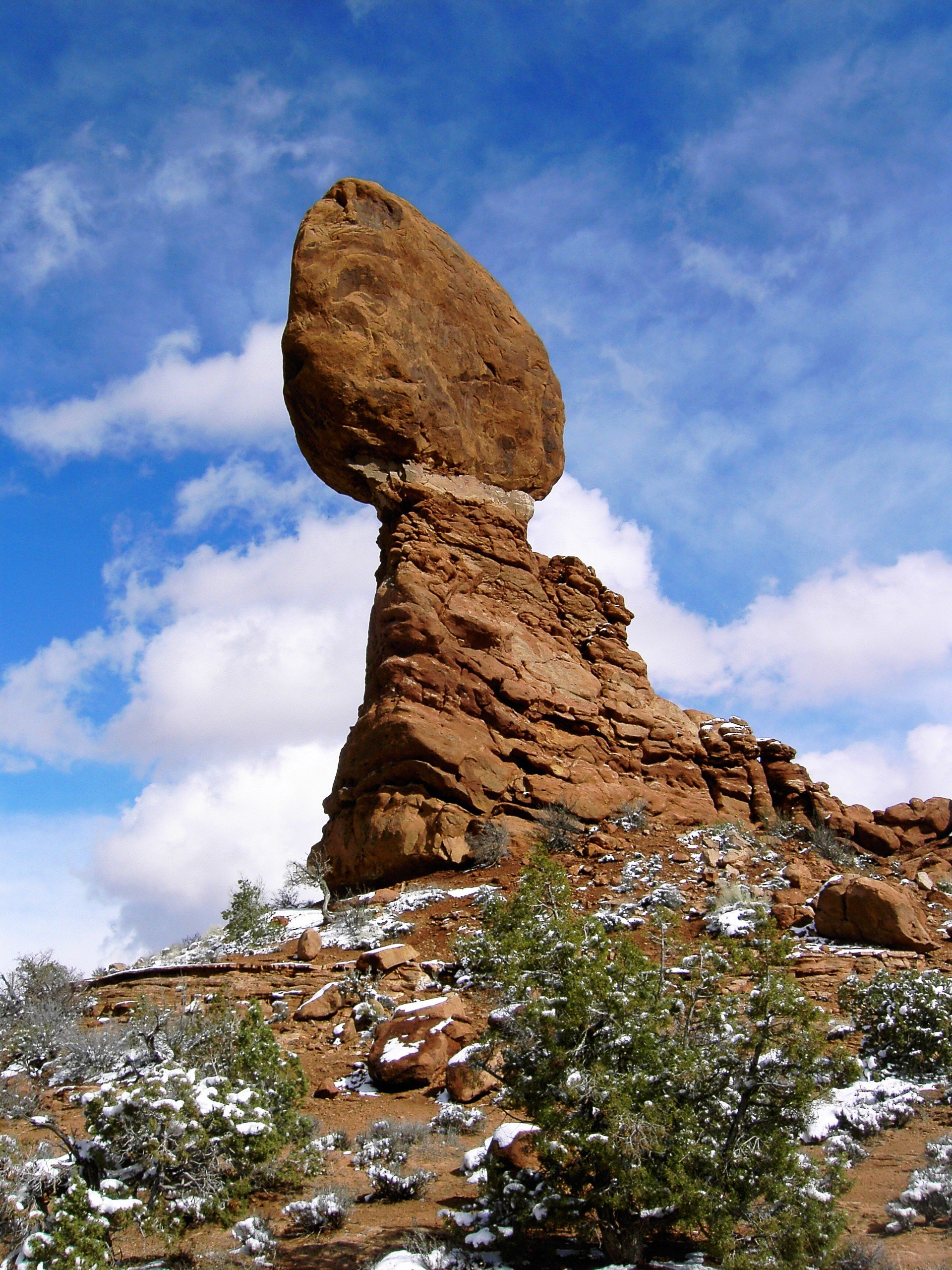
الصخور المتوازنة خلال فصل الشتاء
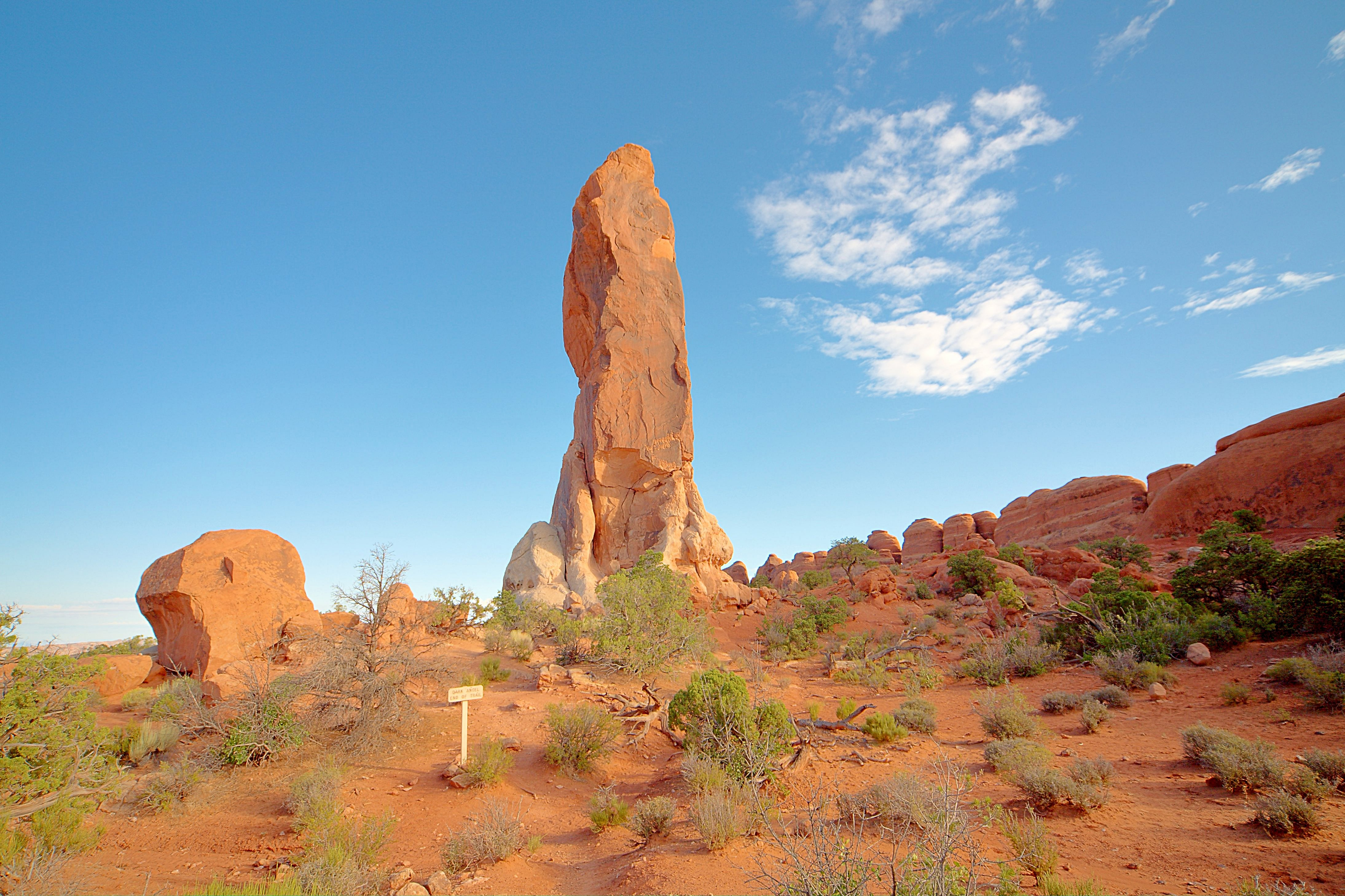
صخرة دارك آينجل
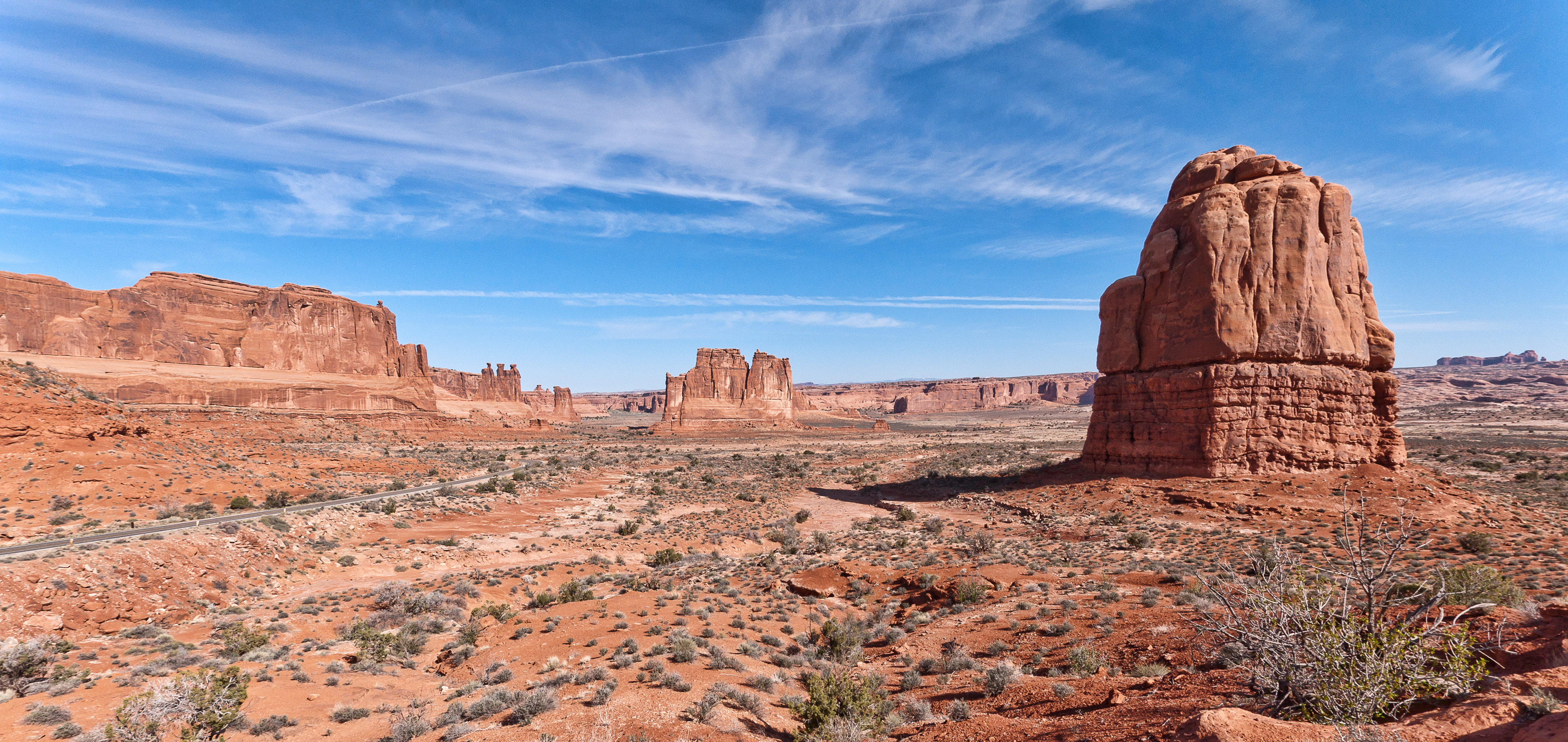
مدخل الحديقة
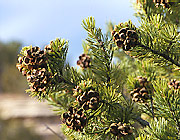
صنوبر
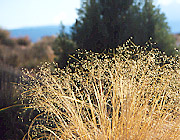
أرز
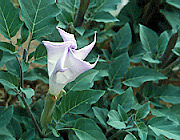
زهرة نجمة الصباح
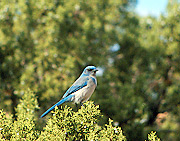
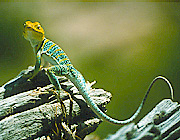
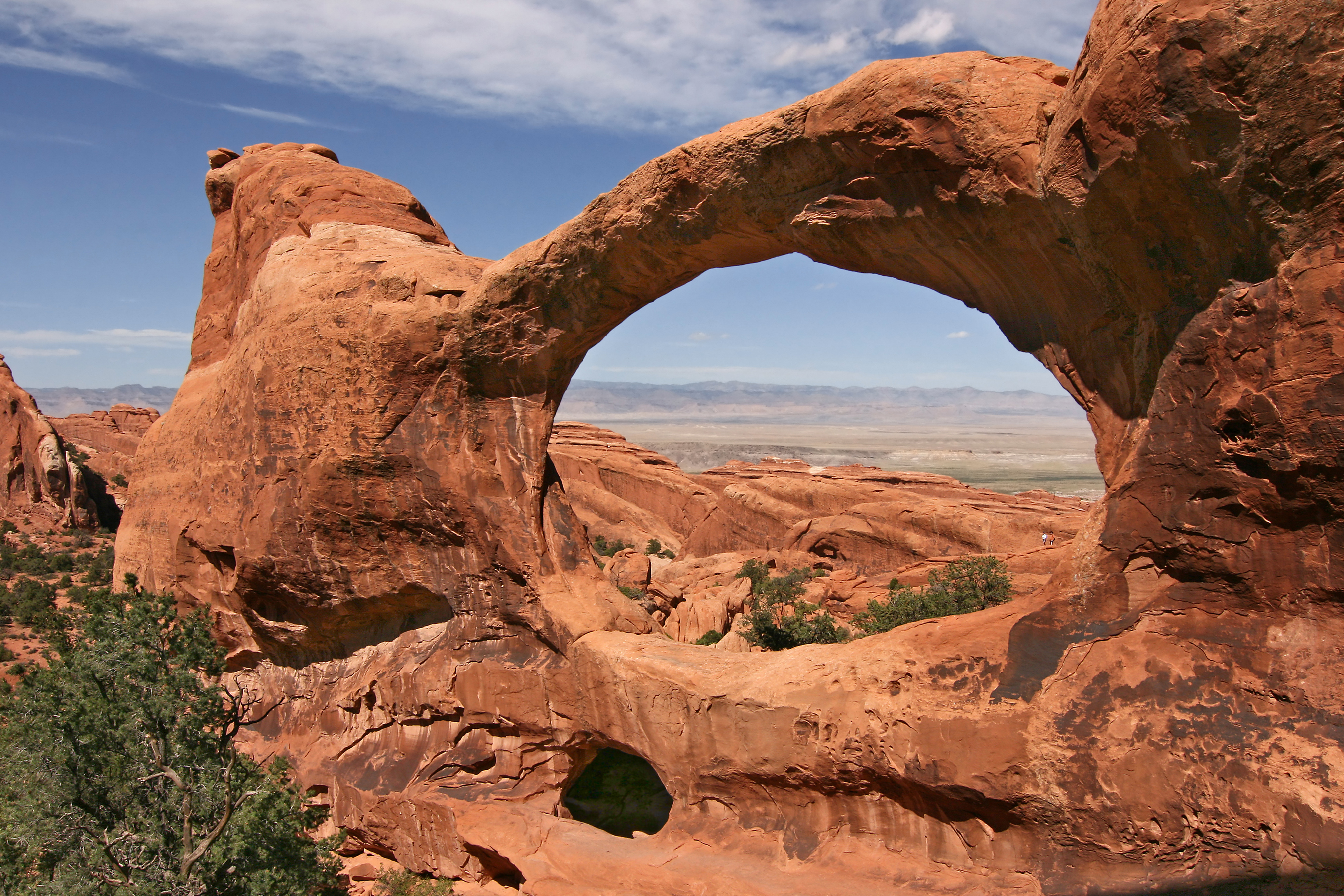
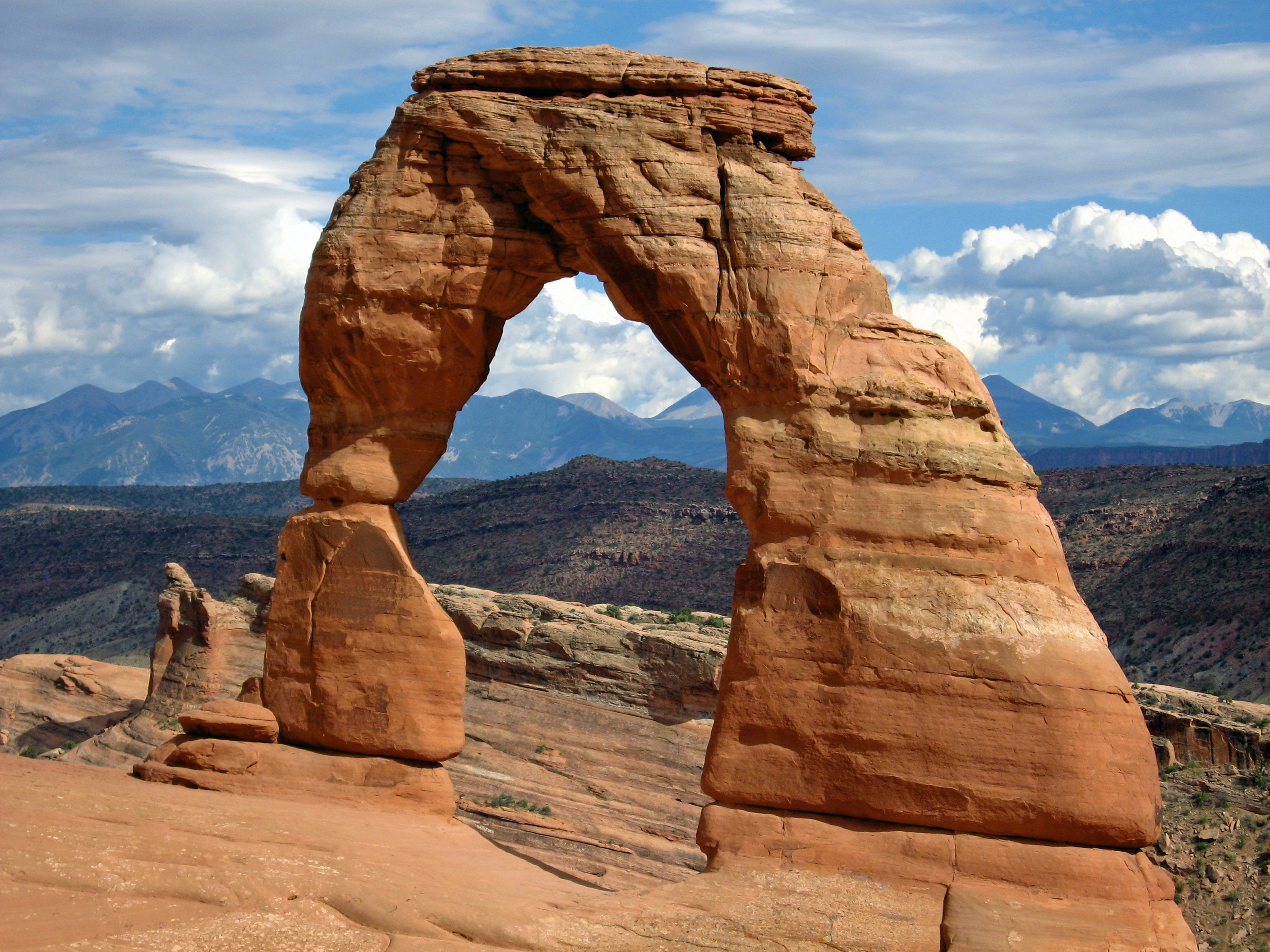